# 汇率超调
汇率過度調整（Exchage rate overshooting model），是由美国經濟学家鲁迪格·多恩布什（Rudiger Dornbusch）在1970年代提出的，又可稱為匯率决定的價格僵固货币分析法。

## 简介
所谓過度調整通常是指一个变量对给定扰动做出的短期反应超过了其长期稳定均衡值，并因而被一个相反的调节所跟随。汇率過度調整的前提条件是商品价格具有僵固性。
所谓價格僵固是指短期内商品价格僵固不动，但随着时间的推移，价格会逐渐发生变化直至达到其新的长期均衡值。

### 基本假设
1. 在短期内购买力平价不成立，即由于商品市场和资产市场的调整速度不同，商品市场具有價格僵固性，调整是渐进的，而资产市场反应却极其灵敏，利息率将迅速发生调整，使货币市场恢复均衡；
2. 从长期来看，购买力平价能够成立；
3. 未抛补利率平价始终成立；
4. 以对外开放的小国为考察对象，外国价格和外国利率都可以视为外生变量或假定为常数。

### 核心思想
當市場受到外部衝擊時，货币市场和商品市场的调整速度存在極大的差异。多恩布什认为，这主要是由于於商品市场因其自身的特點和缺乏及時準確的信息（多恩布什是MIT的经济学教授，而MIT是凯恩斯主义或者新凯恩斯主义的流行场所）。一般情况下，商品市场价格的调整速度较慢，过程较长，呈僵固状态，称之为价格僵固性。而金融市场的价格调整速度较快，因此，匯率對衝擊的反應较快，幾乎是立刻完成的。匯率對外部衝擊做出的过度调整，即汇率预期变动偏离了在价格完全弹性情况下调整到位后的購買力平价匯率，这种现象称之为汇率過度調整。由此导致购买力平价短期不能成立。经過一段时间后，当商品市场的价格调整到位后，匯率则从初始均衡水平变化到新的均衡水平。由此长期购买力平价成立。

## 与货币主义理论的比较
汇率過度調整模型和国际货币主义汇率模式都强调货币市场均衡在汇率决定中的作用，同属汇率的货币论。
后者由于假定价格是完全灵活可变的，被称作弹性价格的货币论（flexible-price Monetary Approach），而汇率超调模式修正了其价格完全灵活可变的看法，被称为價格僵固的货币论(Sticky-price Monetary Approach)。 

## 评价

### 正面评价
多恩布什的汇率過度調整模型的显著特征是将凯恩斯主义的短期分析与货币主义的长期分析结合起来；采用價格僵固性这一说法，更切合实际。同时，它具有鲜明的政策含义：表明了货币扩张（或紧缩）效应的长期最终结果是导致物价和汇率的同比例上升（或下降）。但在短期内，货币扩张（或紧缩）的确对利率、贸易条件和总需求有实际的影响。当政府采取扩张或紧缩性货币政策来调节總體经济时，就需要警惕汇率是否会過度調整，以及過度調整多少这样的问题，以避免经济的不必要波动。
多恩布什的汇率過度調整模型是国际金融学中对开放经济进行總體分析的最基本的模型；它首次涉及汇率的动态调整问题，开创了从动态角度分析汇率调整的先河，由此创立了汇率理论的一个重要分支——汇率动态学（Exchange Rate Dynamics）。

### 缺陷
1. 匯率過度調整模型假定货币需求不变，这就意味着货币需求不会对汇率产生影响，但事實上，常常由于汇率的短期波动而影响到经常账，这又会进一步影响到一国的资产总量，从而对货币需求产生影响，进而导致汇率的相应变化。但建立在货币模型分析基础上的過度調整模型却没有分析这一问题。
2. 作為存量理論，它忽略了對國際收支流量的分析。因此，在用超調模型分析实际问题时，也应注意采用国际收支流量分析，通过这两个方法的互补作用，加深对问题的认识。
3. 過度調整模型暗含着这样的假定：资本是完全自由流动的，汇率制度是完全自由浮动的。在这种条件下，汇率的超调引起的外汇市场过度波动必然会给一国经济乃至全球金融市场带来冲击和破坏。为了避免冲击和破坏，政府必然会对资金的流动和汇率的波动加以管理、干预。因此，上述的假设条件在现实中不能完全实现。
4. 過度調整模型很难得到实证的验证。原因之一是这一模型非常复杂，在选择计量检验的方式上存在困难；原因之二是现实中很难确定汇率的变动到底是对哪种外部冲击做出的反应。